# Lîstveanîi, Mîkolaiiv
Lîstveanîi (în ucraineană Листв'яний) este un sat în comuna Novosilkî-Oparski din raionul Mîkolaiiv, regiunea Liov, Ucraina.

## Demografie
Componența lingvistică a localității Lîstveanîi
     Ucraineană (100%)
Conform recensământului din 2001, toată populația localității Lîstveanîi era vorbitoare de ucraineană (100%).